# 대한기독교나사렛성결회
대한기독교나사렛성결회(Korea National District Church of the Nazarene)는 기독교조선성결교회 출신의 정남수 목사가 미국 나사렛교회 지도자들과 한국의 선교를 협의하고, 1948년 10월 25일에 공식 창립한 성결교 교단이다. 나사렛교회 또는 나성이라고 약칭한다.
일제강점기의 조선에서 나성의 본격적인 창립 활동이 있기 전에, 일본 나사렛교회 동부연회는 조선의 복음화를 위해 동경성서학원 출신의 재일 장성옥 목사
 그런데, 이때는 일본 나사렛교회의 직접지도 하에 있었으므로 한국 나사렛교회의 시원으로 보지는 않는다.
정남수 목사는 제2차 세계대전이 끝나고 조국이 해방되자 미국으로 건너가 에즈베리신학교(Asbury University) 동창들이 요인으로 많이 활동하고 있는 나사렛교회 지도자들을 만나 조선선교를 위해 순수한 성결단체인 나사렛교회의 설립을 합의하고 미국 나사렛교회 감독인 오발 니스와 함께 귀국하여 대한기독교나사렛성결회의 창립을 준비하였다.
그 즈음에 기독교조선성결교회 제3회 총회(1936년 3월 개최)에서 일명 하나님의 교회 사건으로 탈퇴한 기독교조선성결교회 목회자들이 모여 설립했던 단체였던 하나님의 교회 (안상홍 증인회와 다름, 현재 대한예수교장로회(합동한신)과 대한예수교장로회(한영)으로 이어오고 있으며 장로교로 전환됨)의 지도자들과 함께, 또한 당시 서울 서대문구 영천동에 있던 경성 영천교회(담임: 승학수 목사) 그리고 김승일 전도부인과 그 가족을 중심으로 하는 홍파동의 독립교회를 합쳐, 이러한 세 개의 성결그룹이 1948년 4월 사직동의 정남수 목사 사택에서 미국의 나사렛교회에 가입하여 이 땅에 진정한 성결 복음을 전하자는데 의견 일치를 보고 대한기독교 성교회(聖敎會)의 창립을 선언하였고, 그 해 10월에 내한한 극동 담당 오발 니스 감독에 의해 정식 나사렛교회로 공인을 받았다.
창립 첫해 대한기독교 성교회 조직의 임원들을 보면 이사장에 정남수 목사, 총무에 서재철 목사, 재무에 안형주 목사, 신학교 책임자에 곽재근 목사, 서기에 승학수 목사로서 창립기의 승학수 목사를 제외한 모든 임원이 기독교조선성결교회 출신의 목회자들이었다.
1954년에는 개신교 선교사였던 오은수(Dr. Donald Owens)가 내한하여, 지금의 나사렛대학교를 설립하였다.
2002년 3월 나사렛교회의 한국총회를 통해 5개 연회가 하나로 통합되었고, 2006년 3월 14일 한국총회에서 11개의 지방회가 6개 지방회로 개편되었다. 개편된 지방회는 서울지방회, 경동지방회, 경기남지방회, 평안지방회, 호서지방회, 남부지방회로 총회 산하 290여 지교회가 있다.

### 같이 보기
- 정남수
- 성결교
- 나사렛 교회
- 한국의 성결교회
- 기독교대한성결교회
- 예수교대한성결교회
- 나사렛대학교
- 기독교대한성결교회 역대총회장

## = 각주
1. ↑  장성옥은 제주도 출신으로 집안이 가난하여 생계를 위해 일본에 일자리를 찾아 갔었는데 1928년 12월 동경에서 노방전도대원들의 전도를 받아 처음 교회에 다니게 되었다. 그때 다닌 교회는 요츠야선교회 소속의 동경 삼하도조선기독교회(現 동경복음교회)였다. 동경 삼하도조선기독교회는 일본 속의 조선이라 할만큼 조선인들에게 위로가 되는 곳이었다. 장성옥은 신앙생활을 열심히 하던 중에 소명을 받고, 담임이었던 박흥순 목사의 추천으로 동경성서학원에 입학하게 된다. 당시에 일본이나 조선에 요츠야선교회 소속의 신학교가 없어서 가까우면서도 열심이었던 동경성서학원을 추천했던 것으로 보인다. 장성옥은 동경성서학원 신학생(졸업반) 신분으로 1932년 8월 18일 오사카시에서 도요바시교회를 개척하고 도요바시교회를 크게 부흥시켰다. 당시 도요바시 지역은 동경보다 조선인이 더 많이 거주하고 있는 지역이었다. 장성옥은 1933년 4월 동경성서학원을 졸업하고 일본홀리니스교회 소속의 정식 복음사(당시 일본에서 '목사'를 부르는 말)가 되어 조선인 노동자들을 대상으로 1934년 ‘아이히루 호리네스교회’를 개척하고 복음의 사역을 열정적으로 펼쳤다. 하지만 일본홀리니스교회 내부의 극심한 갈등과 분열로 인해 장성옥은 정상적인 목회를 할 수 없었다. 이에 정상 목회를 할 수 있으면서 성결그룹에 속한 일본 나사렛교단으로 이적하였다. 장성옥은 일본내 조선인을 위한 목회 사역을 누구보다 잘 하였다. 일본 나사렛교회 일본부(동부연회)는 장성옥을 조선에 파송하여 교회를 개척하고자 하였다. 개척 후보지는 조선 최대의 도시 경성과 조선에서 기독교를 가장 잘 받아드이고 있는 평양이었다. 장성옥에게 두 도시 중에서 선택토록 하였다. 장성옥은 놀랍게도 두 곳 모두에서 교회를 개척하겠다고 답하였다. 일본 나사렛교회 일본부(동부연회)는 우선적으로 1937년 9월 장성옥을 조선 평양에 파송하여 개척을 준비하도록 하였다. 평양에서 기도와 전도에 열심을 다하여 60명이나 모이는 규모로 성장하자 장성옥 목사는 창립준비를 마치고 1938년 5월 1일 평양 신양리교회의 창립예배를 드린 것이 조선 최초의 나사렛 교회이다. 그해 말인 1938년 12월 조정환(曺廷煥) 목사가 두번째 나사렛 교회인 평양 신리교회를 설립했고, 장성옥 목사는 조선에서 세 번째 나사렛교회인 경성 영천교회를 1939년 12월에 설립하였다.
2. ↑  당시 조선의 교회에서 신사참배 문제로 매우 혼란한 상황이었다. 이런 상황 속에서 일본인 목사였던 전영복 목사(일본명 오다 나라찌(織田 楢次))는 신사참배가 명백한 우상숭배로서 기독교인이 절대 해서는 안되는 행위임을 많은 조선 교회에 계속 퍼뜨리고 있었다. 이에 경찰은 전영복 목사를 구금하고 더 이상 말을 퍼뜨리지 못하게 막으려 했으나, 전영복 목사가 어떠한 탄압에도 뜻을 굽히지 않자 경찰은 끝내 전영복 목사를 조선 땅에서 강제로 일본 내지로 추방하는 조치를 취하게 되었다. 이러한 과정에서 장성옥 목사는 비록 거리가 먼 평양에서 목회를 하고 있었지만, 종종 경성에 와서 전영복 목사가 설립·시무하는 조선복음교회에 와서 설교도 하고 물밑에서 지원을 하였다. 이후 전영복 목사가 조선에서 일본 내지로 강제추방되는 상황에 이르자 장성옥 목사는 일본 나사렛교회가 독립교회인 조선복음교회를 인수토록 하여 경성에서 나사렛교회를 개척할 결심하게 된다.

장성옥 목사는 일본 나사렛교회의 자금을 받아 경성부 현저동에 있는 일본인 오다 나라찌 목사(韓國名: 전영복)의 조선복음교회를 인수하여 이 교회를 이용하여 조선에서 세 번째 나사렛교회인 경성 영천교회를 1939년 12월에 설립·개척한다. 한편 1939년 11월 1일에 평양 신양리교회를 후임인 정희섭 목사가 부임하여 맡게 된다.
3. ↑  기독교조선성결교회 제3회 총회 시기가 1935년 3월로 되어있는 글들을 종종 볼 수 있는데 1936년 3월이 정확합니다. 본래 총회 주기는 1년 주기이므로 1935년 3월에 기독교조선성결교회 제3회 총회가 개최되었어야 했지만, 교단 사정으로 취소되어 1935년에는 총회가 아예 개최되지 않은 해였습니다. 일부 교회 역사가들이 무의식적으로 실수를 저지르는 부분이니 주의를 요합니다.
4. ↑  승학수 목사는 장성옥 목사처럼 동경성서학원을 졸업하였고 일본 나사렛교회 출신이다.